# Ateliers Perrault
Ateliers Perrault Frères est une entreprise de menuiserie-ébénisterie, de charpente, de ferronnerie et de serrurerie d'art, fondée en 1760 et, aujourd'hui, spécialisée dans la restauration d'édifices patrimoniaux, la réalisation de créations traditionnelles et la reproduction d'ouvrages d'art du XIVe siècle au XXe siècle. Ils sont les héritiers d'un savoir-faire ancestral qui leur permet de maîtriser ces différents métiers.

## Historique
- 1760 : la famille Perrault se fixe à Saint-Laurent-de-la-Plaine, dans le Maine-et-Loire, et développe une activité de charpente et charronnage. L'artisanat se transmet alors de père en fils[2] ;
- 1808 : l'entreprise artisanale est connue sous le nom de « La Boutique » ;
- 1946 : trois frères, Joseph, Victor et Maurice Perrault créent une SARL : Entreprise de Menuiserie – Charpente Perrault Frères. Joseph en est alors le gérant. L'entreprise connaît une forte expansion liée à la reconstruction d'après-guerre ;
- Années 1950 : le vaste programme de construction de logements sociaux, lancé par la France, fournit du travail, pendant longtemps, aux entreprises de bâtiments. Les Ateliers Perrault Frères mettent alors leur maîtrise de la charpente et de la menuiserie au service des architectes et des maîtres d'œuvre de la région angevine. C’est dans ces circonstances qu'ils rencontreront Henri Enguehard, bâtisseur, qui marque de son empreinte le paysage angevin, en tant qu'architecte du département de Maine-et-Loire. L'entreprise des frères Perrault commence à acquérir, à cette époque, l’expérience exigeante de la restauration de monuments historiques.
- Durant la nuit du 28 décembre 1973, l'église Saint-Aubin des Ponts-de-Cé, près d'Angers, est presque entièrement détruite par un incendie. Henri Enguehard confie alors la restauration de la charpente de l'édifice aux frères Perrault. C'est un chantier très important pour la société, avec des contraintes techniques complexes. L'entreprise innove, en préparant entièrement la charpente dans son atelier de Saint-Laurent-de-la-Plaine, pour la remonter en trois jours à son emplacement définitif, performance qui impressionne favorablement l’architecte chargé du suivi des travaux. À la suite de cet ouvrage, les ateliers Perrault sont agréés par les Monuments Historiques, et commencent à creuser ce sillon, participant, par exemple, à la longue restauration de l'abbaye de Fontevraud, près de Saumur, ou à celui du patrimoine bâti de la ville d’Angers.[réf. nécessaire]
- 1975 : l’entreprise devient les Ateliers Perrault Frères. Elle s'oriente vers la restauration de monuments historiques ; Jean Perrault, fils de Maurice, devient PDG des Ateliers Perrault Frères. Il le reste jusqu'en 2000 et, sous sa direction, l’entreprise devient l'une des références françaises les plus respectées en restauration du patrimoine bâti[3],[4].
- Les années 2000 sont marquées par la réalisation de Concordia, une plate-forme d’observation, en bois, construite à Saint-Laurent-de-la-Plaine, et destinée à recevoir des télescopes en Antarctique, la construction du phare du Bout du Monde[5] (la Rochelle) ou par la restauration du beffroi de l'église Saint-Sulpice[6] (Paris), immense structure de charpente, entièrement déposée et restaurée aux Ateliers Perrault Frères, avant d'être remontée en plein Paris. De nombreux chantiers privés, aux États-Unis, en Russie et ailleurs, orientent l'entreprise vers une clientèle internationale exigeante[réf. nécessaire].
- 2010 : les Ateliers Perrault Frères ont 250 ans[7],[8],[9],[10].
- 2012 : certification marquage CE – Bois de structure. Un nouveau pôle résine renforcement structure & traitement des bois est créé.
- 2014: Trophée de l'Entreprise Familiale[11].
- 2016: François Perrault, Président des Ateliers Perrault, entre dans le Who's Who[12].
- 2019: Restauration de la charpente du Haras de la Potardière[13].
- 2019: Les Ateliers Perrault sont rachetés par le Groupe Ateliers de France[14]. Le Groupe Atelier de France[15] a pour raison d'être de regrouper des entreprises vouées à la restauration du patrimoine et à la réalisation de projets d'exception, qu'il s'agisse de bâtiments classés monuments historiques, d'hôtels de renom ou de demeures privées. L'histoire, le savoir-faire et les marchés des Ateliers Perrault viennent alors compléter ceux du groupe Ateliers de France.
- 2021: Les Ateliers Perrault lance avec l'aide de "France relance" un programme d'investissement de plus de 3 millions d'euros comprenant une extension de 1 200 m2 des ateliers, une réorganisation des flux de production accompagnée d'un renforcement du parc machines avec des machines d'usinage de bois et un nouveau système d'aspiration de poussière[16].
- 2022: Les Ateliers Perrault sont retenus en groupement avec l'entreprise Desmonts pour reconstruire la charpente du chœur et de la nef de Notre-Dame de Paris après l'incendie de la cathédrale survenu en 2019[17],[18]. Fidèle à son ADN de restauration à l'identique d'ouvrages traditionnels, le choix a été de réaliser le travail selon des techniques médiévales garantes de la meilleure pérennité de la réalisation[19].
- 2023 : Les Ateliers Perrault ouvrent leurs portes à l'occasion du montage à blanc de la charpente de la cathédrale du Chœur de Notre Dame de Paris[20]. Six mille personnes sont venus visiter les Ateliers Perrault durant le week-end du 9 au 10 septembre 2023. Une messe est célébrée le dimanche 10 septembre en hommage au général Georgelin décédé le 18 août[21].
- 2024: La pose du dernier chevron de la charpente de la cathédrale Notre-Dame de Paris est réalisée le 12 janvier 2024 [22]. De même, c'est l'occasion de poser le traditionnel bouquet final par le benjamin de l'équipe des charpentiers des Ateliers Perrault[23].

## Savoir-faire
Les activités des Ateliers Perrault s'orientent vers l'entretien et la conservation du patrimoine. Au fil des années, l'entreprise se développe par la transmission des savoir-faire humains et techniques et exerce le savoir-faire autour de plusieurs activés : menuiserie, ébénisterie, charpente, renforcement structure, traitement des bois, ferronnerie et serrurerie d'Art, débit de bois sur mesure.
Les Ateliers Perrault réalisent, quotidiennement, aussi bien des restaurations que des restitutions à l'identique d'ouvrages traditionnels, en bois et en fer, remontant parfois au XIVe siècle ou XVe siècle. Ils adaptent également des ouvrages alliant l'aspect historique ou ancien aux besoins actuels (normes, besoins techniques, acoustiques…). Les Ateliers Perrault créent également des travaux conçus et réalisés à l'ancienne, s'intégrant dans des constructions récentes, pour de nombreux professionnels et particuliers, en France et à l’étranger. Elle est labellisée au Label Entreprise du patrimoine vivant, depuis 2006.